# أورس ماير
أورس ماير، من مواليد 22 يناير 1959 في فورنلوس، حكم كرة قدم سويسري دولي سابق.
حكم في كأس العالم لكرة القدم 1998 وكأس العالم لكرة القدم 2002، وحكم في كأس الأمم الأوروبية لكرة القدم 2000 وكأس الأمم الأوروبية لكرة القدم 2004.

## روابط خارجية
- أورس ماير على موقع Soccerway.com (الإنجليزية)
- أورس ماير على موقع كووورة